# Demirkazık Dağı
Demirkazık Dağı är ett berg i Anti-Taurusbergen i centrala Anatolien i Turkiet med en höjd på 3 756 meter över havet.